# Sławomir Gerymski
Sławomir Gerymski (ur. 2 września 1968 roku w Warszawie) – polski siatkarz, potem trener. W latach 1990–1997 wystąpił 77 razy w reprezentacji Polski.
Od 2006 r. jest trenerem zespołów ligowych. W 2017 r. ubiegał się o stanowisko I trenera reprezentacji Polski.

## Kariera zawodnicza
- 1981–1987: MKS MDK Warszawa
  -  Mistrzostwo Polski Kadetów (MKS MDK Warszawa): 1984
  -  Mistrzostwo Polski Juniorów (MKS MDK Warszawa): 1985, 1986
  -  2. miejsce Mistrzostw Polski Juniorów (MKS MDK Warszawa): 1987
- 1987–1993: Jastrzębie Borynia
  -  3. miejsce Mistrzostw Polski 1991
- 1993–1996: Stal Nysa
  -  2. miejsce Mistrzostw Polski 1994, 1995
  -  1. miejsce Pucharu Polski 1996
  -  2. miejsce Pucharu Polski 1995
- 1996–2001: Mostostal-Azoty Kędzierzyn-Koźle
  -  1. miejsce Mistrzostw Polski 1998, 2000, 2001
  -  2. miejsce Mistrzostw Polski 1997, 1999
  -  1. miejsce Pucharu Polski 2000, 2001
  -  2. miejsce Pucharu Polski 1997
  -  3. miejsce Pucharu CEV 2000
- 2001/2002: Morze Szczecin
- 2002/2003: NKS Nysa
- 2003–2005: Resovia
- 2005/2006: Joker Piła

## Kariera trenerska
- 2006–2007: Joker Piła
- 2007–2008: KS Poznań
- 2008–2010: GTPS Gorzów Wielkopolski
- 2010–2013: Energetyk Jaworzno
- 2013–2015: KPS Siedlce
- 2015–2017: Krispol Września
- 2019–2022 : KS Camper Wyszków